# Kerry Collins
College Football Hall of Fame 2018
(en) Statistiques sur pro-football-reference
Kerry Collins est un joueur américain de Football américain, né le 30 décembre 1972 à Lebanon (Pennsylvanie), qui joue au poste de quarterback.

## Biographie

### Carrière universitaire
Il effectua sa carrière universitaire avec les Nittany Lions de Penn State. Il a remporté plusieurs trophées en 1994, notamment une victoire dans le Rose Bowl.

### Carrière professionnelle
Il a été drafté au 1er tour en 1995 par les Panthers de la Caroline.
Titulaire en 2000 chez les Giants de New York il vit successivement lors des play-off sa plus belle performance (victoire 41-0 en finale de conférence contre les Vikings du Minnesota et son plus cuisant échec, une défaite au Superbowl contre les Ravens de Baltimore, pourtant qualifiés avec une wild-card obtenue de justesse. Il ne complète aucun drive et concède même plusieurs interceptions déterminantes. Sa contre-performance est d'autant plus difficile à digérer que son adversaire direct Trent Dilfer, remplaçant promu en cours de saison et invaincu malgré des qualités techniques modestes se définissait lui-même avant le match comme prétendant au titre de « plus mauvais quarterback à gagner un SuperBowl ».
Il quittera les Giants par la petite porte en 2004 à l'arrivée de Kurt Warner et Eli Manning.
Depuis 2006, il évolue avec les Titans du Tennessee.
En 2009, de retour en play-off en tant que leader de la NFL, à la tête d'une équipe saluée pour son jeu offensif et favorite pour aller retrouver les Giants (tenants du titre) au Superbowl, il retombe face à la défense de fer de Baltimore, cette fois-ci avec les honneurs (défaite de 10-13), mais terriblement déçu. Ni New York ni Baltimore n'iront d'ailleurs au SuperBowl cette année-là.
Il a dépassé six fois les 3 000 yards à la passe depuis la saison NFL 2000.
Le 7 juillet 2011, Collins annonce qu'il raccroche après seize années en professionnel mais il revient sur le devant de la scène le 24 août 2011 en signant avec les Colts d'Indianapolis à cause des problèmes au cou de Peyton Manning. Il prend sa retraite dès la fin de la saison 2011.

## Palmarès

### Universitaire
- Vainqueur du Rose Bowl
- 1994 : 4e du trophée Heisman
- 1994 : vainqueur des trophées Maxwell et O'Brien
- 1994 : meilleur passeur de NCAA

### NFL
- Participation au Super Bowl en 2000 avec les Giants
- Pro Bowl : 1996, 2008